# Griffioen (Harry Potter)
De Griffioen is een fabeldier uit de Harry Potter-boeken van de Britse schrijfster J.K. Rowling.

## Oorsprong
De Griffioen komt oorspronkelijk uit Griekenland. Het fabeldier heeft de voorpoten en kop van een adelaar, en de romp, het achterlijf en de achterpoten van een leeuw. De Griffioen wordt door tovenaars gebruikt om schatten te bewaken, net zoals de sfinx. Een Griffioen kan erg wild en gevaarlijk zijn: van maar heel weinig tovenaars is bekend dat ze vriendschap hebben gesloten met een Griffioen. Griffioenen eten rauw vlees.
In het Zweinsteinschoolboek Fabeldieren en Waar Ze Te Vinden worden de Griffioenen geclassificeerd als "XXXX", dus als "gevaarlijk".